# Traian Vuia (Luftfahrtpionier)

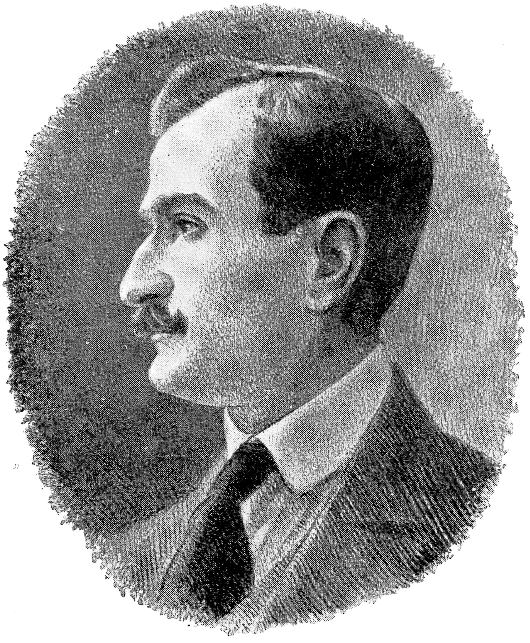
Traian Vuia

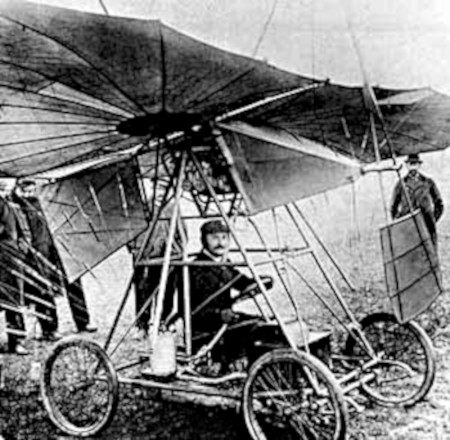
Traian Vuias Flugmaschine (18. März 1906)

Traian Vuia (* 17. August 1872 in Surducu Mic, Österreich-Ungarn (heute Kreis Timiș, Rumänien); † 3. September 1950 in Bukarest) war ein rumänischer Luftfahrtpionier.

## Ausbildung
Vuia wurde im Dorf Surducu Mic geboren, das damals zur Gemeinde Bujoru gehörte, heute Traian Vuia, Kreis Timiș. Nach dem Abschluss des Gymnasiums von Lugoj 1892 besuchte er das Polytechnikum in Budapest. Zuerst besuchte er ein Jahr Abendkurse an der Schule für Mechanik, dann schrieb er sich an der juristischen Fakultät ein. Im Mai 1901 bestand er mit der Doktorarbeit Militär und Industrie, Status und Contractus.

## Flugpionier
Nach seinem Doktorat kehrte er nach Lugoj zurück und beschäftigte sich mit Luftfahrzeugen. Im Juli 1902 besuchte er in Paris Victor Tatin, der bereits 1879 ein Flugmodell baute. Tatin zweifelte an der Stabilität seines Projekts und an einem ausreichenden Motor. Vuia ließ sich trotz einer Absage der Französischen Akademie der Wissenschaften nicht entmutigen und beantragte ein Patent für ein Flug-Automobil am 17. August 1903, welches am 16. Oktober 1903 veröffentlicht wurde. Vuia begann im Winter 1902 mit dem Bau und im Herbst 1904 baute er einen Flugmotor, welcher im selben Jahr in Großbritannien patentiert wurde. Tatin entwarf für ihn 1905 einen Propeller.

### Flugzeug Vuia 1

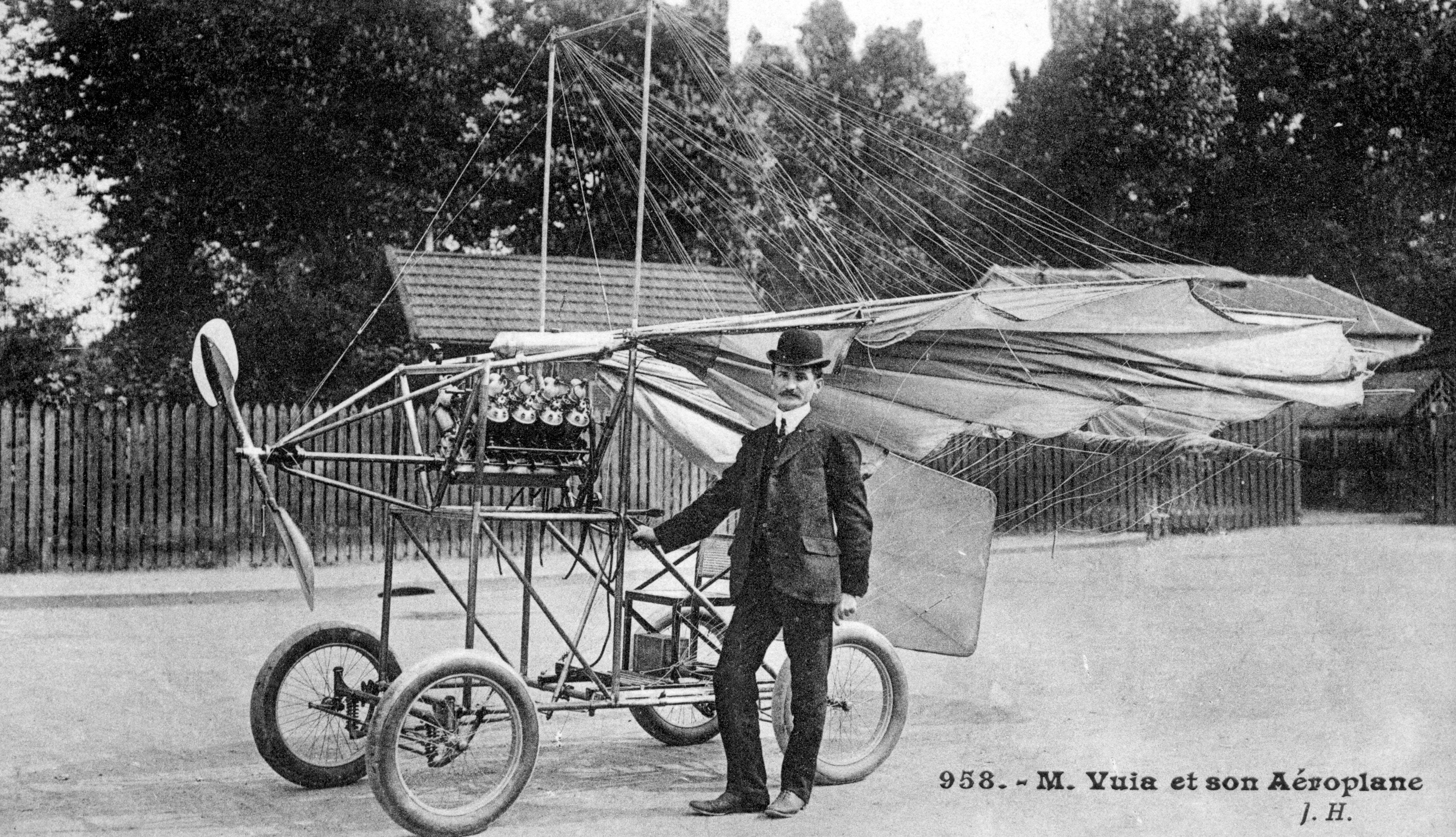
Postkarte von Vuia und seinem Flugzeug

Seinen im Dezember 1905 gebauten einsitzigen Schulterdecker nannte er Traian Vuia 1. Vuia fand einen Platz in Montesson in der Nähe von Paris, wo er seine Flugmaschine testen konnte. Anfangs wurde der Apparat, ohne Flügel, als Landfahrzeug getestet. Am 18. März 1906 fand der Erstflug statt, bei dem die Maschine nach einem Startlauf von 50 m abhob und rund 12 m weit in einer Höhe von 1 m flog. Dann stoppte der Motor und das Flugzeug landete. Viele Zeitschriften in Frankreich, den USA und England schrieben über diesen kurzen Flug. Dies war der erste freie Flug einer Flugmaschine mit einem Zugpropeller.

### Weitere Fluggeräte und Erfindungen
1907 baute er seine Vuia II mit einem 25 PS (19 kW) Antoinette-Motor. Die Antoinette Motoren und später die Antoinette Flugzeuge baute damals Léon Levavasseur, der zeitweise der Monteur von Alberto Santos Dumont war. Die Vuia II wurde auf dem Aeronautical Salon in Paris ausgestellt.
Zwischen 1918 und 1921 baute er Experimental-Hubschrauber im Juvissy- und Issy-les-Moulineaux-Aerodrome. Eine andere große Erfindung war die Entwicklung eines Dampfgenerators, der Dampfdrücke von mehr als 100 atm (10 MPa) erzeugen konnte. Diese Generatoren werden heute noch in einigen Kraftwerken eingesetzt.
Am 27. Mai 1946 wurde er zum Ehrenmitglied der rumänischen Akademie ernannt. Heute trägt der Flughafen Timișoara (TSR) seinen Namen. Er ist der zweitgrößte Flughafen in Rumänien.